# Nagroda Goya za najlepszy film
Nagroda Goya za najlepszy film – nagroda filmowa przyznawana od 1987 przez Hiszpańską Akademię Sztuki Filmowej.

## Filmy nagrodzone i nominowane

### 1987–1990
1987: Podróż donikąd (El viaje al ninguna parte), reż. Fernando Fernán Gómez
- 27 godzin (27 horas), reż. Montxo Armendáriz(inne języki)
- Połowa nieba (La mitad del cielo), reż. Manuel Gutiérrez Aragón

1988: Ożywiony las (El bosque animado), reż. José Luis Cuerda

- Boskie słowa (Divinas palabras), reż. José Luis García Sánchez
- El Lute (El Lute: camina o revienta), reż. Vicente Aranda

1989: Kobiety na skraju załamania nerwowego (Mujeres al borde de un ataque de nervios), reż. Pedro Almodóvar

- Zimowy dziennik (Diario de invierno), reż. Francisco Regueiro
- Oczekiwanie w niebie (Espérame en el cielo), reż. Antonio Mercero
- Wiosłując z wiatrem (Remando al viento), reż. Gonzalo Suárez
- Tunel (El túnel), reż. Antonio Drove

1990: Podwójna obsesja (El sueño del mono loco), reż. Fernando Trueba

- Markiz Esquilache (Esquilache), reż. Josefina Molina
- Morze i czas (El mar y el tiempo), reż. Fernando Fernán Gómez
- Montoyas y Tarantos, reż. Vicente Escrivá
- Dziecko księżyca (El niño de la luna), reż. Agustí Villaronga

### 1991–2000
1991: Aj, Carmela! (¡Ay, Carmela!), reż. Carlos Saura

- Listy od Alou (Las cartas de Alou), reż. Montxo Armendáriz(inne języki)
- Zwiąż mnie (¡Átame!), reż. Pedro Almodóvar

1992: Kochankowie (Amantes), reż. Vicente Aranda

- Don Juan w piekle (Don Juan en los infiernos), reż. Gonzalo Suárez
- Oniemiały król (El rey pasmado), reż. Imanol Uribe

1993: Belle époque (Belle Époque), reż. Fernando Trueba

- Szynka, szynka (Jamón, jamón), reż. Bigas Luna
- Mistrz szpady (El maestro de esgrima), reż. Pedro Olea

1994: Wszyscy z więzienia (Todos a la cárcel), reż. Luis García Berlanga

- Intruz (Intruso), reż. Vicente Aranda
- Cienie bitwy (Sombras en una batalla), reż. Mario Camus

1995: Policzone dni (Días contados), reż. Imanol Uribe

- Kołysanka (Canción de cuna), reż. José Luis Garci
- Namiętność po turecku (La pasión turca), reż. Vicente Aranda

1996: Po śmierci o nas zapomną (Nadie hablará de nosotras cuando hayamos muerto), reż. Agustín Díaz Yanes

- Usta do ust (Boca a boca), reż. Manuel Gómez Pereira
- Dzień bestii (El día de la bestia), reż. Álex de la Iglesia

1997: Teza (Tesis), reż. Alejandro Amenábar

- Bwana, reż. Imanol Uribe
- Pies ogrodnika (El perro del hortelano), reż. Pilar Miró

1998: Szczęśliwa gwiazda (La buena estrella), reż. Ricardo Franco

- Martin (Martín (Hache)), reż. Adolfo Aristarain
- Sekrety serca (Secretos del corazón), reż. Montxo Armendáriz(inne języki)

1999: Dziewczyna marzeń (La niña de tus ojos), reż. Fernando Trueba

- Otwórz oczy (Abre los ojos), reż. Alejandro Amenábar
- Dziadek (El abuelo), reż. José Luis Garci
- Dzielnica (Barrio), reż. Fernando León de Aranoa

2000: Wszystko o mojej matce (Todo sobre mi madre), reż. Pedro Almodóvar

- Bądźcie znowu razem (Cuando vuelvas a mi lado), reż. Gracia Querejeta
- Język motyli (La lengua de las mariposas), reż. José Luis Cuerda
- Samotne (Solas), reż. Benito Zambrano

### 2001–2010
2001: Kulka (El Bola), reż. Achero Mañas

- Kamienica w Madrycie (La comunidad), reż. Álex de la Iglesia
- Leo, reż. José Luis Borau
- You’re the One (Una historia de entonces), reż. José Luis Garci

2002: Inni (The Others), reż. Alejandro Amenábar

- Joanna Szalona (Juana la Loca), reż. Vicente Aranda
- Lucia i seks (Lucía y el sexo), reż. Julio Medem
- Boskie jak diabli (Sin noticias de Dios), reż. Agustín Díaz Yanes

2003: Poniedziałki w słońcu (Los lunes al sol), reż. Fernando León de Aranoa

- Miasto bez granic (En la ciudad sin límites), reż. Antonio Hernández
- Porozmawiaj z nią (Hable con ella), reż. Pedro Almodóvar
- Po drugiej stronie łóżka (El otro lado de la cama), reż. Emilio Martínez-Lázaro

2004: Moimi oczami (Te doy mis ojos), reż. Icíar Bollaín

- Moje życie beze mnie (Mi vida sin mí), reż. Isabel Coixet
- 4. piętro (Planta 4ª), reż. Antonio Mercero
- Żołnierze spod Salaminy (Soldados de Salamina), reż. David Trueba

2005: W stronę morza (Mar adentro), reż. Alejandro Amenábar

- Złe wychowanie (La mala educación), reż. Pedro Almodóvar
- Rzym (Roma), reż. Adolfo Aristarain
- Tiovivo c. 1950 (Tiovivo c. 1950), reż. José Luis Garci

2006: Życie ukryte w słowach (The Secret Life of Words), reż. Isabel Coixet

- 7 dziewic (7 vírgenes), reż. Alberto Rodríguez
- Obaba (Obaba), reż. Montxo Armendáriz(inne języki)
- Księżniczki (Princesas), reż. Fernando León de Aranoa

2007: Volver (Volver), reż. Pedro Almodóvar

- Kapitan Alatriste (Alatriste), reż. Agustín Díaz Yanes
- Labirynt fauna (El laberinto del fauno), reż. Guillermo del Toro
- Salvador (Salvador (Puig Antich)), reż. Manuel Huerga

2008: Samotność (La soledad), reż. Jaime Rosales

- Sierociniec (El orfanato), reż. Juan Antonio Bayona
- 13 róż (Las 13 rosas), reż. Emilio Martínez-Lázaro
- Siedem stołów bilardowych (Siete mesas de billar francés), reż. Gracia Querejeta

2009: Camino (Camino), reż. Javier Fesser

- Aurora i archanioł (Sólo quiero caminar), reż. Agustín Díaz Yanes
- The Oxford Murders (Los crímenes de Oxford), reż. Álex de la Iglesia
- Ślepe słoneczniki (Los girasoles ciegos), reż. José Luis Cuerda

2010: Cela 211 (Celda 211), reż. Daniel Monzón

- Agora (Ágora), reż. Alejandro Amenábar
- Taniec Wiktorii (El baile de la victoria), reż. Fernando Trueba
- Sekret jej oczu (El secreto de sus ojos), reż. Juan José Campanella

### 2011–2020
2011: Czarny chleb (Pa negre), reż. Agustí Villaronga

- Hiszpański cyrk (Balada triste de trompeta), reż. Álex de la Iglesia
- Pogrzebany (Buried (Enterrado)), reż. Rodrigo Cortés
- Nawet deszcz (También la lluvia), reż. Icíar Bollaín

2012: Nie zazna spokoju, kto przeklęty (No habrá paz para los malvados), reż. Enrique Urbizu

- Blackthorn, reż. Mateo Gil
- Skóra, w której żyję (La piel que habito), reż. Pedro Almodóvar
- Uśpiony głos (La voz dormida), reż. Benito Zambrano

2013: Śnieżka (Blancanieves), reż. Pablo Berger

- Niemożliwe (Lo imposible), reż. Juan Antonio Bayona
- Artysta i modelka (El artista y la modelo), reż. Fernando Trueba
- Operacja Expo (Grupo 7), reż. Alberto Rodríguez

2014: Łatwiej jest nie patrzeć (Vivir es fácil con los ojos cerrados), reż. David Trueba

- 15 lat i 1 dzień (15 años y un día), reż. Gracia Querejeta
- Kanibal (Caníbal), reż. Manuel Martín Cuenca
- Wielka hiszpańska rodzina (La gran familia española), reż. Daniel Sánchez Arévalo
- Tylko ja (La herida), reż. Fernando Franco

2015: Stare grzechy mają długie cienie (La isla mínima), reż. Alberto Rodríguez

- 9 mil (El Niño), reż. Daniel Monzón
- Kwiaty (Loreak), reż. Jon Garaño i Jose Mari Goenaga
- Magical Girl, reż. Carlos Vermut
- Dzikie historie (Relatos salvajes), reż. Damián Szifron

2016: Truman (Truman), reż. Cesc Gay

- Cudowny dzień (Un día perfecto), reż. Fernando León de Aranoa
- Nikt nie chce nocy (Nadie quiere la noche), reż. Isabel Coixet
- Krwawe gody (La novia), reż. Paula Ortiz
- Nic w zamian (A cambio de nada), reż. Daniel Guzmán

2017: Za późno na gniew (Tarde para la ira), reż. Raúl Arévalo

- Julieta, reż. Pedro Almodóvar
- Niech Bóg nam wybaczy (Que Dios nos perdone), reż. Rodrigo Sorogoyen
- Człowiek o tysiącu twarzy (El hombre de las mil caras), reż. Alberto Rodríguez
- Siedem minut po północy (Un monstruo viene a verme), reż. Juan Antonio Bayona

2018: Księgarnia z marzeniami (The Bookshop), reż. Isabel Coixet

- Olbrzym (Handia), reż. Aitor Arregi i Jon Garaño
- Lato 1993 (Estiu 1993), reż. Carla Simón
- Autor (El autor), reż. Manuel Martín Cuenca
- Verónica, reż. Paco Plaza

2019: Mistrzowie (Campeones), reż. Javier Fesser

- Carmen i Lola (Carmen y Lola), reż. Arantxa Echevarría
- Królestwo (El reino), reż. Rodrigo Sorogoyen
- Między morzem a oceanem (Entre dos aguas), reż. Isaki Lacuesta
- Wszyscy wiedzą (Todos lo saben), reż. Asghar Farhadi

2020: Ból i blask (Dolor y gloria), reż. Pedro Almodóvar

- Pod gołym niebem (Intemperie), reż. Benito Zambrano
- Wieczny okop (La trinchera infinita), reż. Aitor Arregi, Jon Garaño, José Mari Goenaga
- Siła ognia (O que arde), reż. Oliver Laxe
- Póki trwa wojna (Mientras dure la guerra), reż. Alejandro Amenábar

### 2021–2030
2021: Uczennice (Las niñas), reż. Pilar Palomero

- Adú, reż. Salvador Calvo
- Ane, reż. David Pérez Sañudo
- La boda de Rosa, reż. Icíar Bollaín
- Sentimental, reż. Cesc Gay

2022: Szef roku (El buen patrón), reż. Fernando León de Aranoa

- Maixabel, reż. Icíar Bollaín
- Wolność (Libertad), reż. Clara Roquet
- Matki równoległe (Madres paralelas), reż. Pedro Almodóvar
- Cmentarz na wodzie (Mediterráneo), reż. Marcel Barrena

2023: Bestie (As bestas), reż. Rodrigo Sorogoyen

- Alcarràs, reż. Carla Simón
- Pięć małych wilczków (Cinco lobitos), reż. Alauda Ruiz de Azúa
- Macierzyństwo (La maternal), reż. Pilar Palomero
- Barcelona 77 (Modelo 77), reż. Alberto Rodríguez

2024: Śnieżne bractwo (La sociedad de la nieve), reż. Juan Antonio Bayona

- 20 000 gatunków pszczół (20.000 especies de abejas) , reż. Estibaliz Urresola Solaguren
- Zamknij oczy (Cerrar los ojos), reż. Víctor Erice
- Un amor, reż. Isabel Coixet
- Żarty i papierosy (Saben aquell), reż. David Trueba

2025: El 47, reż. Marcel Barrena/Agentka (La infiltrada), reż. Arantxa Echevarría

- Niebieska gwiazdał (La estrella azul) , reż. Javier Macipe
- Casa en flames, reż. Dani de la Orden
- Segundo premio, reż. Isaki Lacuesta, Pol Rodríguez